# Hasse Jeppson
Hans "Hasse" Jeppson (født 10. maj 1925 i Kungsbacka, Sverige, død 21. februar 2013 i Rom, Italien) var en svensk fodboldspiller, der som angriber på Sveriges landshold var med til at vinde bronze ved VM i 1950 i Brasilien. I alt nåede han at spille 12 landskampe og score 9 mål.
Jeppson spillede på klubplan for Djurgården i hjemlandet, for Charlton i England og for Atalanta, Napoli og Torino i Italien.